# The Heart Beats
The Heart Beats var et "all-female" garagerockband, med base i Lubbock, Texas. Bandet opstod i 1966. Bandet blev ledet af trommeslager og forsanger Linda Sanders, sammen med den yngre søster Debbie Sanders på guitar, Debbie McMillan på Bass og Jeannie Foster på guitar og keyboard. Sanders-søstrene mødte McMillan og Foster i en musik-klasse, da Debbie Sanders var omkring 10 år gammel, og de andre piger var omkring 12 og 13. Sanders-søstrenes mor Jeanne Sanders blev bandets manager og superviserede dem tæt, så de forblev en gruppe af "decent og wholesome girls".
The Heart Beats var på det tidspunkt et ud af kun få "all-female" rock & roll bands i verden. De tiltrak nationens opmærksomhed i sommeren 1968, da de vandt the battle of the bands i det populære ABC-Tv show Happening 68. Deres vinderoptræden ved med en coverversion af The Outsiders "Time Wont let me". Moderen sagde nej tak til en pladekontrakt, da hun ville have at døtrene fortsatte i skole. Selvom at de aldrig signerede en pladekontrakt, blev The Heart Beats en populær regional attraktion, og de blev sammen indtil 1980'erne.
De lavede få individuelle singler over årene, blandt andet det lille hit "Cryin Inside".